# Eliška Ticháčková
Eliška Ticháčková (* 14. Dezember 2006) ist eine tschechische Tennisspielerin.

## Karriere
Ticháčková spielt bislang vor allem Turniere der ITF Women’s World Tennis Tour, wo sie bislang drei Titel im Einzel und einen im Doppel gewinnen konnte.
2024 erreichte sie bei den French Open im Juniorinneneinzel sowie zusammen mit Paernrin Lucie Urbanová auch im Juniorinnendoppel das Achtelfinale. In Wimbledon erreichte sie im Juniorinneneinzel die zweite Runde, im Juniorinnendoppel scheiterte sie mit Partnerin Urbanová bereits in der ersten Runde. Ende Juli erhielt sie eine Eildcard für die Qualifikation zum Hauptfeld im Dameneinzel der Livesport Prague Open, ihrem ersten Turnier auf der WTA Tour. Sie verlor ihr Auftaktmatch knapp in drei Sätzen mit 7:67, 3:6 und 6:73 gegen Kathinka von Deichmann. Im August erhielt sie eine Wildcard für das Hauptfeld des mit 75.000 US-Dollar dotierten Z-Group Cup, wo sie mit einem 6:3- und 6:1-Sieg gegen Freya Christie die zweite Runde erreichte, dort aber dann mit 6:74 und 1:6 gegen Jelena Pridankina verlor. Bei den US Open erreichte sie im Juniorinneneinzel das Achtelfinale und mit Partnerin Tereza Krejčová im Juniorinnendoppel das Halbfinale.
2025 konnte sie zu Beginn des Jahres ihre ersten vier ITF-Titel gewinnen, davon drei Einzeltitel.
In der tschechischen Liga spielte Ticháčková von 2017 bis 2023 für den TK Milo Olomouc und ab 2024 für den TK PRECHEZA Přerov o.s.

## Turniersiege

### Einzel
| Nr. | Datum            | Turnier  | Kategorie | Belag     | Finalgegnerin     | Ergebnis       |
| --- | ---------------- | -------- | --------- | --------- | ----------------- | -------------- |
| 1.  | 12. Januar 2025  | Antalya  | ITF W15   | Sand      | Diana Demidowa    | 3:6, 6:2, 7:5  |
| 2.  | 19. Januar 2025  | Antalya  | ITF W15   | Sand      | Rinko Matsuda     | 6:0, 5:7, 7:64 |
| 3.  | 16. Februar 2025 | Monastir | ITF W15   | Hartplatz | Tiphanie Lemaître | 2:6, 6:3, 7:5  |

### Doppel
| Nr. | Datum           | Turnier | Kategorie | Belag | Partnerin                 | Finalgegnerinnen             | Ergebnis         |
| --- | --------------- | ------- | --------- | ----- | ------------------------- | ---------------------------- | ---------------- |
| 1.  | 18. Januar 2025 | Antalya | ITF W15   | Sand  | Sandughasch Kenschibajewa | Joëlle Steur Amelie Van Impe | 1:6, 6:1, [10:8] |

## Abschneiden bei Grand-Slam-Turnieren

### Juniorinneneinzel
| Turnier         | 2024 | Karriere |
| --------------- | ---- | -------- |
| Australian Open | —    | —        |
| French Open     | AF   | AF       |
| Wimbledon       | 2    | 2        |
| US Open         | AF   | AF       |

Zeichenerklärung: S = Turniersieg; F, HF, VF, AF = Einzug ins Finale / Halbfinale / Viertelfinale / Achtelfinale; 1, 2, 3 = Ausscheiden in der 1. / 2. / 3. Hauptrunde; nicht ausgetragen

### Juniorinnendoppel
| Turnier         | 2024 | Karriere |
| --------------- | ---- | -------- |
| Australian Open | —    | —        |
| French Open     | AF   | AF       |
| Wimbledon       | 1    | 1        |
| US Open         | HF   | HF       |